# Wasserwerk Dürrnhaar

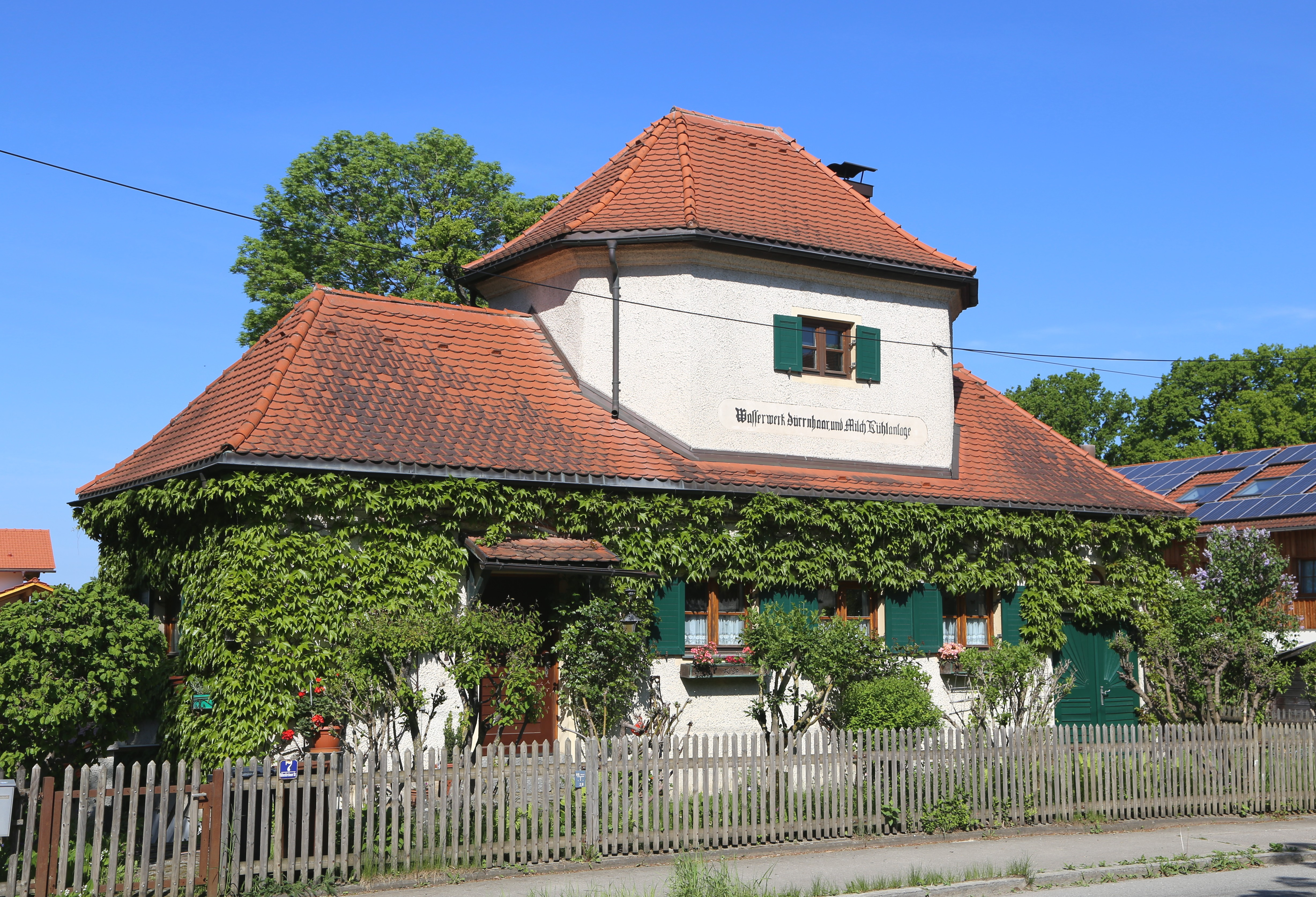
Ehemaliges Wasserwerk in Dürrnhaar

Das Wasserwerk in Dürrnhaar, einem Gemeindeteil von Aying im oberbayerischen Landkreis München, wurde Anfang des 20. Jahrhunderts errichtet. Das ehemalige Wasserwerk mit Milchkühlanlage an der Höhenkirchener Straße 7 ist ein geschütztes Baudenkmal.
Der erdgeschossige verputzte Walmdachbau mit pavillonartigem Dachaufbau wurde zu einem Wohnhaus umgebaut.